# Liste der Kulturdenkmäler in Merzalben
In der Liste der Kulturdenkmäler in Merzalben sind alle Kulturdenkmäler der rheinland-pfälzischen Ortsgemeinde Merzalben aufgeführt. Grundlage ist die Denkmalliste des Landes Rheinland-Pfalz (Stand: 14. Dezember 2023).

## Denkmalzonen
| Bezeichnung                       | Lage                                         | Baujahr         | Beschreibung | Bild                           |
| --------------------------------- | -------------------------------------------- | --------------- | --- | ------------------------------ |
| Denkmalzone Burgruine Gräfenstein | östlich des Ortes auf dem Schloßberg Lage    | 12. Jahrhundert | im 12. Jahrhundert von den Grafen von Saarbrücken gegründet, seit dem Dreißigjährigen Krieg Ruine; erhalten von der Oberburg aus der ersten Hälfte des 13. Jahrhunderts die Ringmauer und der Bergfried; Südhälfte der Unterburg, um die Mitte des 13. Jahrhunderts, Reste der Ringmauer und Grundmauern von Wohnbauten; von der im 15. Jahrhundert weitergeführten Ringmauer der Unterburg Reste mit Grundmauern der Stallungen und Wirtschaftsgebäude, Burgtor; Zwingeranlage mit Rundtürmen; Abortschacht, wohl aus dem 15. Jahrhundert; um 1540 Wiederherstellung des Palas der Oberburg, Fenstererweiterung und Treppenturm; eine der stattlichsten und besterhaltenen Burgen der Pfalz | weitere Bilder Fotos hochladen |
| Denkmalzone Wieslauterhof         | südlich von Merzalben an der Wieslauter Lage | 1718            | bauliche Reste eines auf 1718 zurückgehenden Erblehenhofes; kleine Einfirstanlage, Anfang oder Mitte des 19. Jahrhunderts; hakenförmig angegliedertes Wirtschaftsgebäude, Anfang oder Mitte des 18. Jahrhunderts; nördlich der ehemalige Bewässerungsweiher | BW                             |

## Einzeldenkmäler
| Bezeichnung                            | Lage                                                | Baujahr                            | Beschreibung | Bild                           |
| -------------------------------------- | --------------------------------------------------- | ---------------------------------- | --- | ------------------------------ |
| Neue katholische Pfarrkirche Hl. Kreuz | Bischof-Emanuel-Straße 2 Lage                       | 1954/55                            | stattlicher Saal, Gitterfassade, freistehender Glockenturm, 1954/55                                                 | weitere Bilder Fotos hochladen |
| Kruzifix                               | Bischof-Emanuel-Straße, vor Nr. 2 Lage              | 1770                               | Kruzifix, 1811, mit Sockel von 1770                                                                                 | weitere Bilder Fotos hochladen |
| Friedhofskreuz                         | Friedhofstraße, auf dem Friedhof Lage               | 1876                               | Friedhofskreuz, bezeichnet 1876                                                                                     | weitere Bilder Fotos hochladen |
| Alte katholische Pfarrkirche St. Peter | Hauptstraße 49a Lage                                | 14. Jahrhundert                    | Untergeschoss des spätgotischen Chorturms, 14. Jahrhundert; dreiachsiger Saal, 1769, Sakristei 1778                 | weitere Bilder Fotos hochladen |
| Schulhaus                              | Hauptstraße 53 Lage                                 | 1768                               | ehemalige Schule; Fachwerkbau, teilweise massiv, Krüppelwalmdach, bezeichnet 1768                                   | weitere Bilder Fotos hochladen |
| Wohnhaus                               | Hauptstraße 59 Lage                                 | 18. Jahrhundert                    | Unterstallhaus, Fachwerk auf massivem Sockel, 18. Jahrhundert                                                       | weitere Bilder Fotos hochladen |
| Wohnhaus                               | Hauptstraße 64 Lage                                 | zweite Hälfte des 18. Jahrhunderts | Fachwerkhaus, teilweise massiv, wohl aus der zweiten Hälfte des 18. Jahrhunderts                                    | Fotos hochladen                |
| Wegekreuz                              | Hauptstraße, Ecke Waldstraße Lage                   | 1895                               | Wegekreuz, Sandstein mit Metallkorpus, bezeichnet 1895                                                              | BW                             |
| Forsthaus                              | Höhstraße 2 Lage                                    | um 1900                            | Forsthaus; stattlicher historisierender Krüppelwalmdachbau, um 1900                                                 | weitere Bilder Fotos hochladen |
| Wegekreuz                              | Höhstraße, gegenüber Nr. 2 Lage                     | 1889                               | Wegekreuz, bezeichnet 1889                                                                                          | weitere Bilder Fotos hochladen |
| Wohnhaus                               | Zimmerbergstraße 12 Lage                            | 1926                               | eingeschossiges Fachwerkhaus, Fachwerknebengebäude, 1926; bauliche Gesamtanlage                                     | weitere Bilder Fotos hochladen |
| Dreiherrenstein                        | östlich des Ortes; Distrikt Am Dreiherrenstein Lage | 1657                               | Grenzstein, markiert Waldgrenzen; bezeichnet 1657 und 1773; gleichzeitig Ritterstein Nr. 57 des Pfälzerwald-Vereins | Fotos hochladen                |
| Luitpoldturm                           | östlich des Ortes; Distrikt Weißenberg Lage         | Anfang des 20. Jahrhunderts        | Aussichtsturm, Anfang des 20. Jahrhunderts                                                                          | weitere Bilder Fotos hochladen |